# Browallia
Browallia este un gen de plante din familia  Solanaceae. Browallia este o plantă de gradină perenă, are formă tufoasă, foarte ramificată, care poate atinge maximum 30–40 cm înalțime.

## Specii
Cuprinde circa  7  specii.